# 22494 Trillium
22494 Trillium este o planetă minoră (asteroid) din centura de asteroizi. A fost descoperită pe 2 mai 1997 la Observatorul Național Kitt Peak de Spacewatch și a fost numită după Trillium grandiflorum⁠(d). 
Obiectul prezintă o orbită caracterizată de o semiaxă mare de 2,473523 UAi, o excentricitate de 0,08, o înclinație de 3,32314 ° în raport cu ecliptica.